# Thornton Watlass
Thornton Watlass – wieś w Anglii, w hrabstwie North Yorkshire, w dystrykcie (unitary authority) North Yorkshire. Leży 50 km na północny zachód od miasta York i 323 km na północ od Londynu. W 2005 miejscowość liczyła 190 mieszkańców.